# Ферганска област
Ферганска област (узб. Fargʻona viloyati, Фарғона вилояти) једна је од 12 области Узбекистана. Подељена је на 15 округа, а главни град области је Фергана.